# Эллиотт, Чейз
Уильям Клайд (Чейз) Эллиотт II (англ. William Clyde "Chase" Elliott II; род.  28 ноября 1995, Доусонвилл, Джорджия) — американский профессиональный автогонщик. Чемпион серии Nascar Cup Series 2020 года. В настоящее время он участвует в серии кубков NASCAR.
Чейз Эллиотт — сын Билла Эллиотта, чемпиона серии кубков NASCAR 1988 года.